# Allan J. C. Cunningham
Allan Joseph Champneys Cunningham (1842–1928) fue un matemático británico-indio, especializado en teoría de números.

## Semblanza
Nacido en Delhi, Cunningham era hijo de Alexander Cunningham, arqueólogo y fundador del Servicio Arqueológico de la India. Comenzó una carrera militar con la Compañía Británica de las Indias Orientales en Grupo de Ingenieros de Bengala a una edad temprana. De 1871 a 1881 fue profesor de matemáticas en el College Thomason de Ingeniería Civil. Al regresar al Reino Unido en 1881, continuó enseñando en institutos militares en Chatham, Dublín y Shorncliffe. Dejó el ejército en 1891, y pasó el resto de su vida estudiando teoría de números. Aplicó su experiencia para encontrar factores de grandes números de la forma an ± bn, como los primos de Mersenne ({\displaystyle 2^{p}-1}) y los números de Fermat ({\displaystyle 2^{2^{n}}+1}) que tienen b = 1. 
Su trabajo se ha continuado en el denominado Proyecto de Cunningham.